# Snowboard-Weltcup 2015/16
Die Saison 2015/16 des von der FIS veranstalteten Snowboard-Weltcups begann am 22. August 2015 im neuseeländischen Cardrona und endete am 20. März 2016 im tschechischen Špindlerův Mlýn.

## Männer

### Podestplätze Männer
PGS = Parallel-Riesenslalom

PSL = Parallelslalom

SBX = Snowboardcross

SBS = Slopestyle

HP = Halfpipe

BA = Big Air
| Datum                | Austragungsort    | Disziplin | Sieger                                         | Zweiter                                     | Dritter                                          |
| -------------------- | ----------------- | --------- | ---------------------------------------------- | ------------------------------------------- | ------------------------------------------------ |
| 20.–22. August 2015  | Cardrona          | SBS       | Chris Corning                                  | Yūki Kadono                                 | Michael Ciccarelli                               |
| 28.–29. August 2015  | Cardrona          | HP        | Raibu Katayama                                 | Taku Hiraoka                                | Iouri Podladtchikov                              |
| 12. Dezember 2015    | Montafon          | SBX       | Alessandro Hämmerle                            | Markus Schairer                             | Nikolai Oljunin                                  |
| 13. Dezember 2015    | Montafon          | SBX Team  | Frankreich 1 Pierre Vaultier Tony Ramoin       | Italien 2 Fabio Cordi Luca Matteotti        | Österreich 1 Alessandro Hämmerle Markus Schairer |
| 12. Dezember 2015    | Carezza           | PGS       | Radoslaw Jankow                                | Andrei Sobolew                              | Nevin Galmarini                                  |
| 19. Dezember 2015    | Cortina d’Ampezzo | PSL       | Christoph Mick                                 | Roland Fischnaller                          | Mirko Felicetti                                  |
| 8. Januar 2016       | Bad Gastein       | PSL       | Radoslaw Jankow                                | Maurizio Bormolini                          | Mirko Felicetti                                  |
| 9. Januar 2016       | Bad Gastein       | PSL Team  | Österreich 2 Sabine Schöffmann Alexander Payer | Deutschland 2 Selina Jörg Stefan Baumeister | Russland 2 Aljona Sawarsina Vic Wild             |
| 21. Januar 2016      | Mammoth           | SBS       | Brandon Davis                                  | Eric Willett                                | Chas Guldemond                                   |
| 24. Januar 2016      | Mammoth           | HP        | Ryō Aono                                       | Chase Josey                                 | Gabe Ferguson                                    |
| 23. Januar 2016      | Feldberg          | SBX       | Nikolai Oljunin                                | Pierre Vaultier                             | Alex Pullin                                      |
| 24. Januar 2016      | Feldberg          | SBX       | Pierre Vaultier                                | Nikolai Oljunin                             | Lluis Marin Tarroch                              |
| 23. Januar 2016      | Rogla             | PGS       | Andrei Sobolew                                 | Radoslaw Jankow                             | Vic Wild                                         |
| 30. Januar 2016      | Moskau            | PSL       | Roland Fischnaller                             | Benjamin Karl                               | Rok Marguč                                       |
| 4.–6. Februar 2016   | Park City         | HP        | Matthew Ladley                                 | Ryō Aono                                    | Naito Ando                                       |
| 11. Februar 2016     | Boston            | BA        | Maxence Parrot                                 | Michael Ciccarelli                          | Charles Guldemond                                |
| 13. Februar 2016     | Québec            | BA        | Maxence Parrot                                 | Tyler Nicholson                             | Ryan Stassel                                     |
| 14. Februar 2016     | Sapporo           | HP        | Ryō Aono                                       | Markus Malin                                | Raibu Katayama                                   |
| 13. Februar 2016     | Jauerling         | PSL       | Wettkampf abgesagt                             | Wettkampf abgesagt                          | Wettkampf abgesagt                               |
| 14. Februar 2016     | Jauerling         | PSL Team  | Wettkampf abgesagt                             | Wettkampf abgesagt                          | Wettkampf abgesagt                               |
| 21. Februar 2016     | Sunny Valley      | SBX       | Pierre Vaultier                                | Christopher Robanske                        | Lucas Eguibar                                    |
| 19.–21. Februar 2016 | Phoenix Park      | SBS       | Brock Crouch                                   | Seppe Smits                                 | Ville Paumola                                    |
| 27. Februar 2016     | Phoenix Park      | SBX       | Nate Holland                                   | Pierre Vaultier                             | Nick Baumgartner                                 |
| 27. Februar 2016     | Kayseri           | PGS       | Andreas Prommegger                             | Rok Marguc                                  | Patrick Bussler                                  |
| 5. März 2016         | Veysonnaz         | SBX       | Baptiste Brochu                                | Pierre Vaultier                             | Alessandro Hämmerle                              |
| 6. März 2016         | Veysonnaz         | SBX       | Lucas Eguibar                                  | Nick Baumgartner                            | Alessandro Hämmerle                              |
| 6. März 2016         | Winterberg        | PSL       | Edwin Coratti                                  | Roland Fischnaller                          | Rok Marguč                                       |
| 12. März 2016        | Squaw Valley      | SBX       | Wettkampf abgesagt                             | Wettkampf abgesagt                          | Wettkampf abgesagt                               |
| 20. März 2016        | Baqueira-Beret    | SBX       | Alex Pullin                                    | Kevin Hill                                  | Lucas Eguibar                                    |
| 20. März 2016        | Špindlerův Mlýn   | SBS       | Jamie Nicholls                                 | Chris Corning                               | Billy Morgan                                     |

### Weltcupstände Männer
| Rang | Name               | Punkte |
| ---- | ------------------ | ------ |
| 1    | Ryō Aono           | 3250   |
| 2    | Chris Corning      | 2520   |
| 3    | Maxence Parrot     | 2000   |
| 4    | Max Eberhardt      | 1930   |
| 5    | Ryan Stassel       | 1852   |
| 6    | Brandon Davis      | 1770   |
| 7    | Raibu Katayama     | 1750   |
| 8    | Seppe Smits        | 1700   |
| 9    | Tyler Nicholson    | 1600   |
| 10   | Michael Ciccarelli | 1400   |
| 11   | Brock Crouch       | 1340   |
| 12   | Ville Paumola      | 1278   |
| 13   | Jamie Nicholls     | 1220   |
| 14   | Charles Guldemond  | 1200   |
| 15   | Chase Josey        | 1130   |
| 16   | Taku Hiraoka       | 1120   |
| 17   | Billy Morgan       | 1070   |
| 18   | Eric Beauchemin    | 1050   |
| 19   | Tim-Kevin Ravnjak  | 1010   |
| 20   | Matthew Ladley     | 1000   |
| 21   | Eric Willett       | 980    |
| 22   | Jake Pates         | 950    |
| 23   | Jonas Bösiger      | 950    |
| 24   | Nathan Johnstone   | 940    |
| 25   | Gregory Bretz      | 900    |
| 26   | Gabe Ferguson      | 840    |
| 27   | Brett Moody        | 820    |
| 28   | Yuki Kadono        | 800    |
| 28   | Markus Malin       | 800    |
| 30   | Lee Kwang-ki       | 800    |

| Rang | Name                | Punkte |
| ---- | ------------------- | ------ |
| 1    | Radoslaw Jankow     | 4050   |
| 2    | Roland Fischnaller  | 3620   |
| 3    | Andrei Sobolew      | 3046   |
| 4    | Andreas Prommegger  | 2940   |
| 5    | Rok Marguč          | 2790   |
| 6    | Christoph Mick      | 2584   |
| 7    | Mirko Felicetti     | 2572   |
| 8    | Vic Wild            | 2320   |
| 9    | Edwin Coratti       | 2236   |
| 10   | Benjamin Karl       | 2225   |
| 11   | Nevin Galmarini     | 2139   |
| 12   | Aaron March         | 1910   |
| 13   | Maurizio Bormolini  | 1880   |
| 14   | Alexander Payer     | 1800   |
| 15   | Patrick Bussler     | 1132   |
| 16   | Sebastian Kislinger | 1058   |
| 17   | Kaspar Flütsch      | 1038   |
| 18   | Alexander Bergmann  | 891    |
| 19   | Stanislaw Detkow    | 840    |
| 20   | Lukas Mathies       | 812    |
| 21   | Tim Mastnak         | 783    |
| 22   | Sylvain Dufour      | 699    |
| 23   | Lee Sang-ho         | 659    |
| 24   | Waleri Kolegow      | 644    |
| 25   | Stefan Baumeister   | 638    |
| 26   | Johann Stefaner     | 612    |
| 27   | Konstantin Kotov    | 589    |
| 28   | Jasey Jay Anderson  | 510    |
| 29   | Justin Reiter       | 508    |
| 30   | Daniel Weis         | 476    |

| Rang | Name                 | Punkte |
| ---- | -------------------- | ------ |
| 1    | Pierre Vaultier      | 5140   |
| 2    | Alessandro Hämmerle  | 3840   |
| 3    | Lucas Eguibar        | 3366   |
| 4    | Nikolai Oljunin      | 3180   |
| 5    | Alex Pullin          | 3163,2 |
| 6    | Nick Baumgartner     | 2396   |
| 7    | Christopher Robanske | 2188   |
| 8    | Lluís Marín Tarroch  | 2138   |
| 9    | Baptiste Brochu      | 1940   |
| 10   | Omar Visintin        | 1938   |
| 11   | Kevin Hill           | 1925,8 |
| 12   | Konstantin Schad     | 1616   |
| 13   | Alex Deibold         | 1573,4 |
| 14   | Markus Schairer      | 1567,2 |
| 15   | Alexander Gusatschew | 1437,9 |
| 16   | Nate Holland         | 1235,5 |
| 17   | Hagen Kearney        | 1199,4 |
| 18   | Emanuel Perathoner   | 1144   |
| 19   | Mick Dierdorff       | 1139,4 |
| 20   | Hanno Douschan       | 1040   |
| 21   | Luca Matteotti       | 969,9  |
| 22   | Steven Williams      | 925,7  |
| 23   | Julian Lüftner       | 882    |
| 24   | Fabio Cordi          | 857,7  |
| 25   | Shinya Momono        | 849,7  |
| 26   | Daniil Dilman        | 842,2  |
| 27   | Jérôme Lymann        | 829,9  |
| 28   | Martin Nörl          | 741,4  |
| 29   | Jarryd Hughes        | 740    |
| 30   | Ken Vuagnoux         | 700,4  |

| Rang | Name               | Punkte |
| ---- | ------------------ | ------ |
| 1    | Andrei Sobolew     | 2300   |
| 2    | Radoslaw Jankow    | 2160   |
| 3    | Andreas Prommegger | 1680   |
| 4    | Nevin Galmarini    | 1340   |
| 5    | Rok Marguč         | 1270   |

| Rang | Name               | Punkte |
| ---- | ------------------ | ------ |
| 1    | Roland Fischnaller | 2860   |
| 2    | Mirko Felicetti    | 2050   |
| 3    | Radoslaw Jankow    | 1890   |
| 4    | Edwin Coratti      | 1848   |
| 5    | Christoph Mick     | 1664   |

| Rang | Name           | Punkte |
| ---- | -------------- | ------ |
| 1    | Ryō Aono       | 3250   |
| 2    | Raibu Katayama | 1750   |
| 3    | Chase Josey    | 1130   |
| 4    | Taku Hiraoka   | 1120   |
| 5    | Matthew Ladley | 1000   |

| Rang | Name           | Punkte |
| ---- | -------------- | ------ |
| 1    | Chris Corning  | 2520   |
| 2    | Brandon Davis  | 1630   |
| 3    | Max Eberhardt  | 1610   |
| 4    | Brock Crouch   | 1340   |
| 5    | Jamie Nicholls | 1220   |

| Rang | Name                   | Punkte |
| ---- | ---------------------- | ------ |
| 1    | Maxence Parrot         | 2000   |
| 2    | Tyler Nicholson        | 930    |
| 3    | Seppe Smits            | 900    |
| 4    | Michael Ciccarelli     | 800    |
| 5    | Sebastien Konijnenberg | 650    |

## Frauen

### Podestplätze Frauen
PGS = Parallel-Riesenslalom

PSL = Parallelslalom

SBX = Snowboardcross

SBS = Slopestyle

HP = Halfpipe

BA = Big Air
| Datum                | Austragungsort    | Disziplin | Sieger                                           | Zweiter                                             | Dritter                                  |
| -------------------- | ----------------- | --------- | ------------------------------------------------ | --------------------------------------------------- | ---------------------------------------- |
| 20.–22. August 2015  | Cardrona          | SBS       | Jamie Anderson                                   | Laurie Blouin                                       | Hailey Langland                          |
| 28.–29. August 2015  | Cardrona          | HP        | Cai Xuetong                                      | Hikaru Ōe                                           | Sophie Rodriguez                         |
| 12. Dezember 2015    | Montafon          | SBX       | Nelly Moenne-Loccoz                              | Lindsey Jacobellis                                  | Marija Wassilzowa                        |
| 13. Dezember 2015    | Montafon          | SBX Team  | Frankreich 1 Nelly Moenne-Loccoz Chloé Trespeuch | Vereinigte Staaten 1 Lindsey Jacobellis Faye Gulini | Schweiz 1 Simona Meiler Alexandra Hasler |
| 12. Dezember 2015    | Carezza           | PGS       | Ester Ledecká                                    | Ladina Jenny                                        | Jekaterina Tudegeschewa                  |
| 19. Dezember 2015    | Cortina d’Ampezzo | PSL       | Patrizia Kummer                                  | Nadya Ochner                                        | Cheyenne Loch                            |
| 8. Januar 2016       | Bad Gastein       | PSL       | Jekaterina Tudegeschewa                          | Julia Dujmovits                                     | Sabine Schöffmann                        |
| 21. Januar 2016      | Mammoth           | SBS       | Anna Gyarmati                                    | Jessika Jenson                                      | Karly Shorr                              |
| 24. Januar 2016      | Mammoth           | HP        | Kelly Clark                                      | Chloe Kim                                           | Maddie Mastro                            |
| 23. Januar 2016      | Feldberg          | SBX       | Eva Samková                                      | Michela Moioli                                      | Chloé Trespeuch                          |
| 24. Januar 2016      | Feldberg          | SBX       | Nelly Moenne-Loccoz                              | Chloé Trespeuch                                     | Michela Moioli                           |
| 23. Januar 2016      | Rogla             | PGS       | Ester Ledecká                                    | Marion Kreiner                                      | Jekaterina Tudegeschewa                  |
| 30. Januar 2016      | Moskau            | PSL       | Patrizia Kummer                                  | Ladina Jenny                                        | Ester Ledecká                            |
| 4.–6. Februar 2016   | Park City         | HP        | Chloe Kim                                        | Maddie Mastro                                       | Kelly Clark                              |
| 11. Februar 2016     | Boston            | BA        | Julia Marino                                     | Jenna Blasman                                       | Brooke Voigt                             |
| 13. Februar 2016     | Québec            | BA        | Jamie Anderson                                   | Katie Ormerod                                       | Queralt Castellet                        |
| 14. Februar 2016     | Sapporo           | HP        | Cai Xuetong                                      | Liu Jiayu                                           | Clémence Grimal                          |
| 13. Februar 2016     | Jauerling         | PSL       | Wettkampf abgesagt                               | Wettkampf abgesagt                                  | Wettkampf abgesagt                       |
| 21. Februar 2016     | Sunny Valley      | SBX       | Eva Samková                                      | Belle Brockhoff                                     | Michela Moioli                           |
| 19.–21. Februar 2016 | Phoenix Park      | SBS       | Jamie Anderson                                   | Karly Shorr                                         | Christy Prior                            |
| 27. Februar 2016     | Phoenix Park      | SBX       | Chloé Trespeuch                                  | Michela Moioli                                      | Eva Samková                              |
| 27. Februar 2016     | Kayseri           | PGS       | Ester Ledecká                                    | Sabine Schöffmann                                   | Ina Meschik                              |
| 5. März 2016         | Veysonnaz         | SBX       | Aleksandra Schekowa                              | Belle Brockhoff                                     | Eva Samková                              |
| 6. März 2016         | Veysonnaz         | SBX       | Michela Moioli                                   | Lindsey Jacobellis                                  | Nelly Moenne-Loccoz                      |
| 6. März 2016         | Winterberg        | PSL       | Aljona Sawarsina                                 | Ina Meschik                                         | Ramona Theresia Hofmeister               |
| 12. März 2016        | Squaw Valley      | SBX       | Wettkampf abgesagt                               | Wettkampf abgesagt                                  | Wettkampf abgesagt                       |
| 20. März 2016        | Baqueira-Beret    | SBX       | Belle Brockhoff                                  | Eva Samková                                         | Chloé Trespeuch                          |
| 20. März 2016        | Špindlerův Mlýn   | SBS       | Silvia Mittermüller                              | Katie Ormerod                                       | Šárka Pančochová                         |

### Weltcupstände Frauen
| Rang | Name                 | Punkte |
| ---- | -------------------- | ------ |
| 1    | Jamie Anderson       | 3360   |
| 2    | Cai Xuetong          | 2500   |
| 3    | Katie Ormerod        | 2390   |
| 4    | Karly Shorr          | 2250   |
| 5    | Kelly Clark          | 2000   |
| 6    | Jessika Jenson       | 1850   |
| 7    | Chloe Kim            | 1800   |
| 8    | Silvia Mittermüller  | 1660   |
| 9    | Liu Jiayu            | 1570   |
| 10   | Šárka Pančochová     | 1570   |
| 11   | Queralt Castellet    | 1520   |
| 12   | Hikaru Ōe            | 1470   |
| 13   | Julia Marino         | 1440   |
| 14   | Maddie Mastro        | 1400   |
| 15   | Haruna Matsumoto     | 1260   |
| 16   | Anna Gyarmati        | 1220   |
| 17   | Brooke Voigt         | 1130   |
| 18   | Loranne Smans        | 1130   |
| 19   | Hailey Langland      | 1100   |
| 20   | Sophie Rodriguez     | 1100   |
| 21   | Jenna Blasman        | 1090   |
| 22   | Mirabelle Thovex     | 1010   |
| 23   | Gillian Andrewshenko | 980    |
| 24   | Asami Hirono         | 970    |
| 25   | Kira Kotsenburg      | 950    |
| 26   | Samm Denena          | 940    |
| 27   | Verena Rohrer        | 920    |
| 28   | Kristiina Nisula     | 810    |
| 29   | Laurie Blouin        | 800    |
| 30   | Clémence Grimal      | 800    |

| Rang | Name                        | Punkte |
| ---- | --------------------------- | ------ |
| 1    | Ester Ledecká               | 4750   |
| 2    | Jekaterina Tudegeschewa     | 3720   |
| 3    | Patrizia Kummer             | 3530   |
| 4    | Ladina Jenny                | 3130   |
| 5    | Ina Meschik                 | 3010   |
| 6    | Julie Zogg                  | 2620   |
| 7    | Julia Dujmovits             | 2250   |
| 8    | Aljona Sawarsina            | 2230   |
| 9    | Marion Kreiner              | 2220   |
| 10   | Sabine Schöffmann           | 1940   |
| 11   | Nadya Ochner                | 1680   |
| 12   | Selina Jörg                 | 1550   |
| 13   | Cheyenne Loch               | 1458   |
| 14   | Claudia Riegler             | 1450   |
| 15   | Tomoka Takeuchi             | 1420   |
| 16   | Natalja Sobolewa            | 1358   |
| 17   | Eri Yanetani                | 1310   |
| 18   | Jelisaweta Salichowa        | 980    |
| 19   | Jekaterina Iljuchina        | 960    |
| 20   | Jekaterina Chatomtschenkowa | 928    |
| 21   | Daniela Ulbing              | 856    |
| 22   | Aleksandra Król             | 755    |
| 23   | Hilde Katrine Engeli        | 738    |
| 24   | Ramona Theresia Hofmeister  | 724    |
| 25   | Anke Wöhrer                 | 657    |
| 26   | Stefanie Müller             | 646    |
| 27   | Yvonne Schütz               | 590    |
| 28   | Nicole Baumgartner          | 414    |
| 29   | Milena Bykowa               | 334    |
| 30   | Weronika Biela              | 304    |

| Rang | Name                 | Punkte |
| ---- | -------------------- | ------ |
| 1    | Michela Moioli       | 5100   |
| 2    | Eva Samková          | 5060   |
| 3    | Belle Brockhoff      | 4460   |
| 4    | Chloé Trespeuch      | 4260   |
| 5    | Nelly Moenne-Loccoz  | 4220   |
| 6    | Lindsey Jacobellis   | 3810   |
| 7    | Aleksandra Schekowa  | 3090   |
| 8    | Marija Wassilzowa    | 2370   |
| 9    | Zoe Bergermann       | 2340   |
| 10   | Tess Critchlow       | 1880   |
| 11   | Faye Gulini          | 1810   |
| 12   | Carle Brenneman      | 1720   |
| 13   | Alexandra Hasler     | 1480   |
| 14   | Raffaella Brutto     | 1250   |
| 15   | Emilie Aubry         | 1170   |
| 16   | Simona Meiler        | 910    |
| 17   | Maria Ramberger      | 880    |
| 18   | Manon Petit          | 770    |
| 19   | Isabel Clark Ribeiro | 650    |
| 20   | Kristina Paul        | 600    |
| 21   | Meryeta Odine        | 550    |
| 22   | Katharina Neussner   | 540    |
| 23   | Zoe Gillings-Brier   | 480    |
| 24   | Meghan Tierney       | 410    |
| 25   | Zuzanna Smykała      | 408    |
| 26   | Sofia Belingheri     | 360    |
| 27   | Susanne Moll         | 320    |
| 28   | Hanna Ihedioha       | 290    |
| 29   | Christine Holzer     | 290    |
| 30   | Caroline Weibel      | 270    |

| Rang | Name                    | Punkte |
| ---- | ----------------------- | ------ |
| 1    | Ester Ledecká           | 3000   |
| 2    | Jekaterina Tudegeschewa | 1700   |
| 3    | Marion Kreiner          | 1400   |
| 4    | Ladina Jenny            | 1310   |
| 5    | Julie Zogg              | 1190   |

| Rang | Name                    | Punkte |
| ---- | ----------------------- | ------ |
| 1    | Patrizia Kummer         | 2770   |
| 2    | Jekaterina Tudegeschewa | 2020   |
| 3    | Ina Meschik             | 1870   |
| 4    | Ladina Jenny            | 1820   |
| 5    | Ester Ledecká           | 1750   |

| Rang | Name        | Punkte |
| ---- | ----------- | ------ |
| 1    | Cai Xuetong | 2500   |
| 2    | Kelly Clark | 2000   |
| 3    | Chloe Kim   | 1800   |
| 4    | Liu Jiayu   | 1570   |
| 5    | Hikaru Ōe   | 1470   |

| Rang | Name                | Punkte |
| ---- | ------------------- | ------ |
| 1    | Jamie Anderson      | 2000   |
| 2    | Karly Shorr         | 1850   |
| 3    | Silvia Mittermüller | 1660   |
| 4    | Jessika Jenson      | 1400   |
| 5    | Katie Ormerod       | 1300   |

| Rang | Name           | Punkte |
| ---- | -------------- | ------ |
| 1    | Jamie Anderson | 1360   |
|      | Julia Marino   | 1360   |
| 3    | Jenna Blasman  | 1090   |
|      | Katie Ormerod  | 1090   |
| 5    | Brooke Voigt   | 840    |